# Такаяма, Акира
Акира Такаяма (яп. 高山 晟 Такаяма Акира, ромадзи Akira Takayama; 28 июня 1932, Иокогама, Япония — 2 января 1996, Сент-Луис, США) — японский экономист, профессор экономики университета Южного Иллинойса в Карбондейле и Киотского университета.

## Биография
Акира родился 28 июня 1932 года в Иокогаме.
Акира Такаяма в 1957 году получил степень бакалавра наук по экономике в Международном христианском университете в Митаке. Акира отправился в США, где в 1960 году получил степень магистра наук по экономике в Рочестерском университете. В 1962 году был удостоен степени доктора философии по экономике в Рочестерском университете. Научным руководителем докторской диссертации был Лайонел Маккензи и Рон Джонс. В 1964 году получил второй Ph.D. по экономике в университете Хитоцубаси.
Преподавательскую деятельность начал в Японии в качестве преподавателя в Международном христианском университете в 1962—1964 годах, продолжил ассистентом профессора в Манчестерском университете в 1964—1965 годах, приглашённым ассоциированным профессором в Миннесотском университете в 1965—1966 годах, ассоциированным профессором и профессором в университете Пердью в 1966—1980 годах, приглашённым профессором в Техасском университете A&M в 1972—1982 годах и в Киотском университете в 1982—1985 годах, затем профессором экономики кафедры имени Вандевира в университете Южного Иллинойса в Карбондейле в 1983—1993 годах.
Акира Такаяма был приглашённым профессором в Австралийском национальном университете в 1968 году и в 1977 году, Рочестерском университете в 1969—1970 годах, в Гавайском университете в 1971—1972 годах, в Токийском университете в 1974—1975 годах, в Университете Бригама Янга в 1976 году, в Национальном университете Тайваня в 1989 году, в университете Досися в 1989 году, в Тулейнском университете в 1991 году. Был помощником редактора журнала «Journal of Macroeconomics» с 1979—1996 годах, «Journal of Economic Integration» и «Journal of International Economics», «Economics Letters» в 1978—1982 годах.
Акира Такаяма умер 2 января 1996 года в Еврейском госпитале Барнса в Сент-Луисе от рака.
Семья
Акира Такаяма был женат на Матико Онабэ, педагоге и социологе.

## Память
Международный христианский университет учредил  ежегодную премию имени Такаямы по экономике с 2008 года в память об Акире Такаяме.

## Награды
Акира Такаяма за свои достижения был отмечен:
- 1963 — приз Nikkei за книгу «Международная экономика» на японском[3];
- 1975 — приз Nikkei за книгу года по экономике и менеджменту «Математическая экономика» на японском[7];
- 1991 — приз Daeyang[8].